# 太陽雨 (2006年電影)
《太陽雨》是一部映艺娱乐有限公司出品，何宇恒执导的第三部马来西亚电影，於2006年上映。

## 剧情简介
本片讲述了少年对成年人的困惑和失望，展现了少年内心深处青春的悸动。作为一部刻划人性、描述自我发现的公路电影，也反映了马来西亚边缘社群的社会生存状态。
阿冬大考完毕后乘坐巴士从家乡村庄来到吉隆坡寻找哥哥阿康。但刚到大城市他就遭到勒索，身上的钱所剩无几。后来他找到阿康，阿冬不清楚哥哥从事的职业，此行目的是想说服哥哥回家，以修补妈妈和哥哥之间长期的僵持关系。
守寡多年的妈妈最近认识了游手好闲的男人七叔，这令阿冬很不满，因此导致他和妈妈的关系也紧张起来。之后阿康被别人打死，原本凋零的家里就只剩下阿冬与妈妈两人，生活更加悲凉。
妈妈与七叔的暧昧关系最终导致阿冬离家出走。他跑到了偏远的渔村的舅父阿牯家里，爱上一个中国女孩，开始了一段刻骨铭心的生活。

## 演员表
| 演員        | 角色 | 備註 |
| 關進偉      | 阿冬 |      |
| 雅丝敏·阿莫 | 妈妈 |      |
| 廖伟雄      | 舅舅 |      |
| 张颖康      | 阿康 |      |